# Erasmus Jansen van Vuuren
Pour les articles homonymes, voir Jansen et van Vuuren.

a Compétitions nationales et continentales officielles uniquement.

Dernière mise à jour le 3 août 2015.
Erasmus Albertus Jansen van Vuuren dit Rassie van Vuuren, né le 23 mai 1985 à Potgietersrus en Afrique du Sud, est un joueur de rugby à XV sud-africain évoluant dans les rangs de l'Aviron bayonnais et jouant au poste de pilier ou talonneur.

## Biographie
Erasmus Jansen van Vuuren est formé au sein des Golden Lions de Johannesbourg où il joue surtout talonneur avant de se reconvertir au poste de pilier droit. Il souhaite ensuite poursuivre sa carrière en France et s’engage en 2006 avec Gaillac qui joue alors en Pro D2 [réf. nécessaire]. Le club tarnais étant relégué en Fédérale 3 pour problèmes financiers, Jansen van Vuuren retourne à Johannesbourg, pour être prêté aux Pumas où il dispute sa première saison senior en Afrique du Sud. En 2008, il est engagé par les Blue Bulls mais est prêté immédiatement aux Falcons qui évoluent au deuxième niveau de la Currie Cup. Après la saison de Currie Cup, il arrive en novembre 2008 à Aurillac en compagnie de ses compatriotes Hercules Kruger et Stephan Gerber. En 2011, il signe au Montpellier HR, qu'il quitte pour rejoindre le Stade rochelais durant l'été 2013.

## Carrière
- 2004-2005 : Golden Lions ( Afrique du Sud) (-20 et –21 ans)
- 2006 : Union athlétique gaillacoise ( France)
- 2007 : Pumas ( Afrique du Sud) (Vodacom Cup, Currie Cup)
- 2007 : Lions ( Afrique du Sud) (Vodacom Cup)
- 2007 : Golden Lions ( Afrique du Sud) (Currie Cup)
- 2008 : Blue Bulls ( Afrique du Sud) (Vodacom Cup, Currie Cup)
- 2008 : Falcons ( Afrique du Sud) (Currie Cup)
- 2008-2011 : Stade aurillacois Cantal Auvergne ( France)
- 2011-2013 : Montpellier Hérault rugby ( France)
- 2013-2015 : Stade rochelais( France)
- Depuis 2015 : Aviron bayonnais( France)